# Oyrareingir
Oyrareingir [ˈɔiɹaɹˌɔnʤɪɹ] és un poble del municipi de Tórshavn de l'illa Streymoy de les illes Fèroe.
La població l'any 2021 era de 42 persones. El codi postal és FO 415. Aquest vilatge és tan petit i les seves escasses cases es troben tan disperses entre els afores dels pobles veïns de Signabøur i Kollafjørður que apareix en ben pocs mapes. Ni tan sols apareix en el millor atles en línia de les illes Fèroe. La carretera principal de les illes Fèroe (Núm. 10) de Tórshavn a Klaksvík hi passa a través. L'altra única carretera -una de petita que duu a algunes granges- s'anomena á Oyrareingjum.

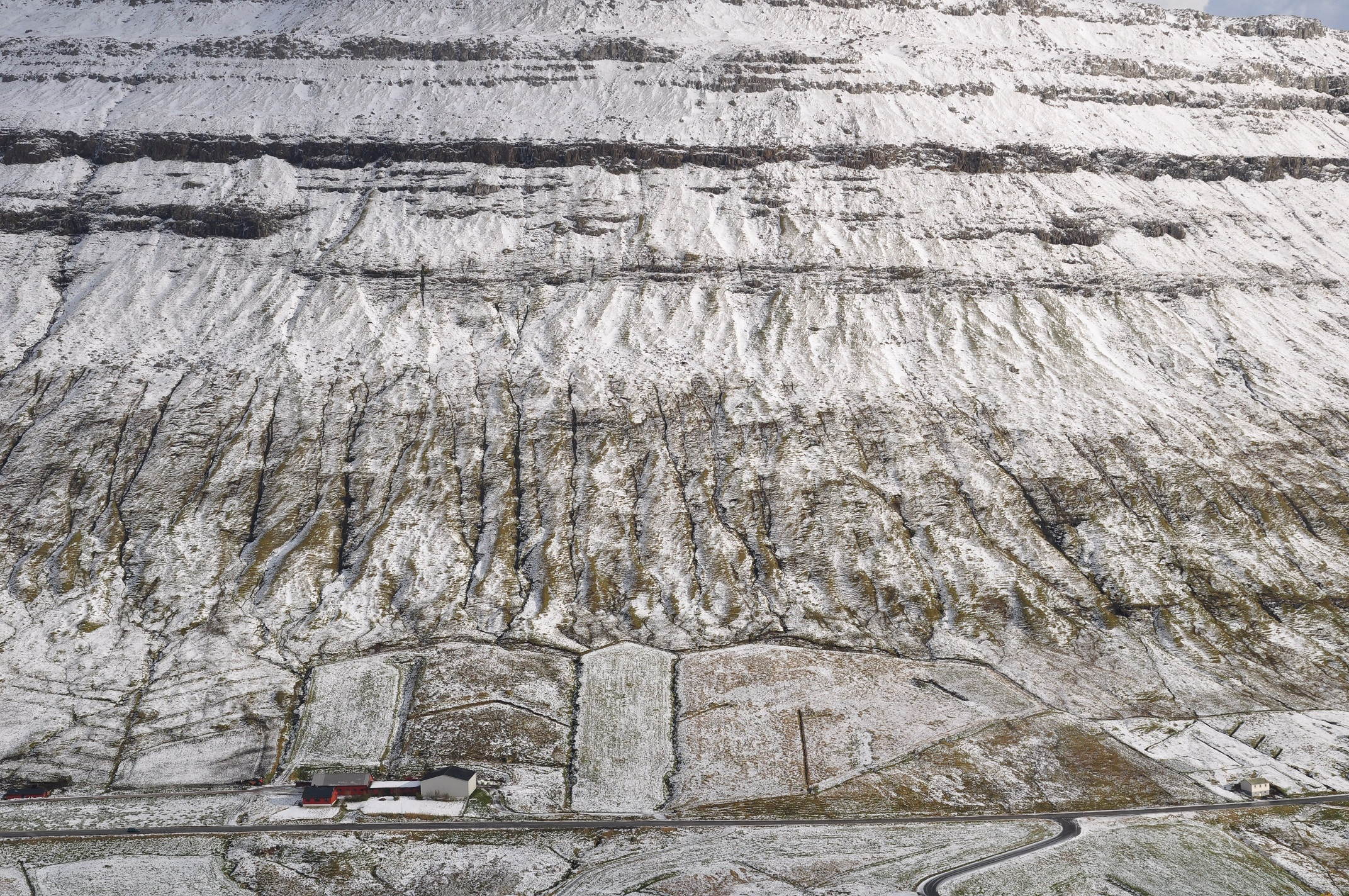
Granja al peu d'una vessant a Oyrareingir.